# Johann von Rist
Johann von Rist (Ottensen, 8 de març de 1607 - Wedel, 31 d'agost de 1667) fou un poeta i compositor alemany.
Estudià teologia a Rinteln, Rostock, Leyden i Utrecht, i durant trenta-dos anys, des de 1635, prevere de Wedel rector de Wedel. Entre els seus coetanis fou molt estimat com a poeta: Ferran III el coronà com a tal el 1644 i li fou concedit el títol de comte de palau el 1653. La dignitat que l'emperador li atorgà així mateix li'n donava el dret de celebrar coronacions poètiques (cosa que va fer de tant en tant). Membre de l'Orde de les Palmes i de Peignitz, Rist, de caràcter actiu i noble, fundà l'orde dels Elbschwanen.
Figura entre els poetes més fecunds del seu temps, destacant en els cants religiosos: però també va fer diversos assaigs dramàtics, comptant-se entre les seves obres Perseus, Herodes i Wallenstein, i les al·legories dramàtiques Das Friede wuenschende Deutschland (1647) i Das Friede jauchzende Deutschland (1653). Són notables les representacions intercalades d'aquests drames, la major part en dialecte baix alemany. Els Monatsgespráche (Hamburg, 1633-34), en les quals conversacions referia tota classe d'esdeveniments de la seva vida, són d'interès per al coneixement de l'estat de civilització en l'època de guerra dels trenta anys. Goedeke i Goetze publicaren una nova edició de les seves Poesies a Leipzig el 1885.